# Człowiek zwany Flintstonem
Człowiek zwany Flintstonem / Człowiek zwany Flintstone (ang. The Man Called Flintstone, 1966) – amerykański pełnometrażowy film animowany z 1966 roku. Spin off serialu Flintstonowie.

## Fabuła
Tajny agent Rock Slag zostaje ranny podczas pogoni w Bedrock. Szef decyduje się, by na jego miejsce wstawić Freda Flintstone’a, który wygląda dokładnie tak samo, jak Rock Slag. Fred wyrusza do Paryża i Rzymu, gdzie jedzie wraz z żoną Wilmą i przyjaciółmi Betty i Barneyem Rubble’ami. Fred musi powstrzymać tajemniczą Zieloną Gęś przed wprowadzeniem jej diabelskiego planu w życie oraz nie ujawnić swej drugiej tożsamości żonie i przyjaciołom.